# Terrence Malick
Terrence Malick (Waco (Texas), 30 november 1943) is een Amerikaanse filmregisseur en scenarioschrijver.
Hoewel hij slechts zeven films heeft gemaakt, wordt Malick geroemd om zijn unieke stijl.  
Mallick maakte in de jaren 1970 twee klassiekers: Badlands (1973) en Days of Heaven (1978). Daarna verdween hij lange tijd uit de publiciteit en het werkende leven totdat hij in 1998 ineens een comeback maakte met The Thin Red Line, waarvoor hij een Oscarnominatie kreeg. Zijn tweede Oscarnominatie kreeg hij voor The Tree of Life (2011).

## Biografie
Malick studeerde aanvankelijk filosofie en vertaalde Heidegger, met wie hij ook een gesprek voerde. 
Cinematografisch begon hij in 1969 met Lanton Mills, een korte film die hij maakte als student aan het American Film Institute. Zijn grote doorbraak kwam in 1973, met de film Badlands met Martin Sheen en Sissy Spacek.
In 1978 volgde Days of Heaven met Richard Gere, en twintig jaar later volgde de Tweede Wereldoorlog-overpeinzing The Thin Red Line met onder meer Sean Penn, George Clooney, Woody Harrelson en John Travolta.
In 2005 verscheen The New World, een interpretatie van het verhaal van John Smith en Pocahontas.
Daarna verscheen The Tree of Life, een van de meest ambitieuze en langverwachte films uit de filmgeschiedenis.
De release van deze film is enkele keren uitgesteld en vond plaats in mei 2011.
De film won de Gouden Palm op het filmfestival van Cannes.
Op 19 mei 2019 ging zijn film A Hidden Life in première, op het festival van Cannes. Daar werd de film o.a. genomineerd voor de Gouden Palm.

## De regiestijl
Malick staat bekend om zijn idiosyncratische regiestijl. Desalniettemin zijn ook aangaande Malicks stijl voorgangers te identificeren, zoals de Duitse regisseur F.W. Murnau (wiens meesterwerken City Girl (1930) en Tabu: A Story of the South Seas (1931) in het bijzonder aan Terrence Malick doen denken), en The Wind is Driving Him Towards the Open Sea, een film uit 1968 van David Brooks, waarmee The Tree of Life, To the Wonder, Knight of Cups, en Song to Song een duidelijke stilistische gelijkenis vertonen.
Malicks films hebben vaak de volgende kenmerken:
- In Malicks films is veel aandacht voor de persoonlijke filosofie en filosofische vragen van de hoofdpersonen alsook van bijfiguren. In alle films van Malick hoor je in voice-over personages hardop (maar meestal inwendig) nadenken over de betekenis van het leven. In lange poëtische zinnen vertellen personages over hun eigen leven, hun gedachten en gevoelens.
- Malick benadrukt de schoonheid van de werkelijkheid en van menselijke relaties (maar hij ontkent de donkere kanten van beide niet).
- Een centraal thema is de integrale plek van de mens in de natuur. In iedere film van Malick zitten totaalshots waarin mensen als kleine nietige wezens door het landschap lopen. In zijn films is buitengewoon veel aandacht voor landschappen, dieren en planten; en Malick laat de schoonheid, rust en harmonie van de natuur met mooie beelden zien. Dit wil niet zeggen dat hij geen oog heeft voor de destructieve kant van de werkelijkheid: in The Thin Red Line laat hij een van de personages zich hardop afvragen: "What is this war in the heart of nature?". In Malicks films zitten talloze extreme close-ups van bloemen, vogels, insecten, graan dat in de wind waait, enzovoorts. Filmwetenschapper Michel Chion stelt in zijn monografie over Malicks The Thin Red Line dat Malick in zijn films schakelt tussen drie niveaus in de natuur (mens, dier, en plant), niveaus waartussen Malick een organische verbintenis ziet.
- Malicks films spelen zich meestal af in het verleden (tot nu toe spelen alleen To the Wonder uit 2012 en Knight of Cups uit 2015 in het heden). Malick is een perfectionist in het uitbeelden van historische details en doet er alles aan om die periode tot leven te brengen, daarbij bijgestaan door zijn vaste production designer Jack Fisk. Met een paar iconische beelden weten Malick en Fisk duidelijk te maken wat er aan de hand is in die periode, om welke periode het gaat en hoe de situatie is.

## Home Video
Meer dan de helft van Malicks films is uitgebracht door het prestigieuze Amerikaanse boutique label The Criterion Collection:
- The New World[2]
- The Thin Red Line[3]
- Badlands[4]
- Days of Heaven[5]

## Filmografie
- Lanton Mills (kortfilm gemaakt als student aan het American Film Institute, 1969)
- Badlands (1973)
- Days of Heaven (1978)
- The Thin Red Line (1998)
- The New World (2005)
- The Tree of Life (2011)
- To the Wonder (2012)
- Knight of Cups (2015)
- Voyage of Time (2016)
- Song to Song (2017)
- A Hidden Life (2019)

- Bibsys: 97055356
- Biblioteca Nacional de España: XX1137886
- Bibliothèque nationale de France: cb13983380t (data)
- Catàleg d'autoritats de noms i títols de Catalunya: 981058520142906706
- CiNii: DA08125156
- Gemeinsame Normdatei: 128538805
- International Standard Name Identifier: 0000 0001 1944 6473
- Library of Congress Control Number: n86041335
- Nationale Bibliotheek van Letland: 000276332
- Nationale Bibliotheek van Tsjechië: js20060519011
- Nationale Bibliotheek van Israël: 987007329660005171
- Nationale Bibliotheek van Polen: a0000001646993
- Nederlandse Thesaurus van Auteursnamen: 074458604
- Réseau des bibliothèques de Suisse occidentale: 02-A006021782
- LIBRIS: 275075
- SNAC: w6058txm
- Système universitaire de documentation: 078077567
- Union List of Artist Names: 500470423
- Virtual International Authority File: 51671275
- WorldCat: E39PBJqFPryWXBx6ygbtpWqhHC

Lanton Mills (1969) · Badlands (1973) · Days of Heaven (1978) · The Thin Red Line (1998) · The New World (2005) · The Tree of Life (2011) · To the Wonder (2012) · Knight of Cups (2015) · Voyage of Time (2016) · Song to Song (2017) · A Hidden Life (2019)